# Supercuts
Supercuts est une franchise de salon de coiffure qui compte plus de 2 400 établissements aux États-Unis. L'entreprise a été fondée dans la région de la baie de San Francisco en 1975 par Geoffrey M. Rappaport et Frank E. Emmett. Le premier établissement de la société se trouvait à Albany, en Californie. Le siège social se trouve à Minneapolis, dans le Minnesota.
Supercuts est une filiale à 100 % de Regis Corporation, qui possède également Regis Salons, Mia & Maxx, MasterCuts, Cost Cutters, SmartStyle et First Choice Haircutters aux États-Unis et au Canada.

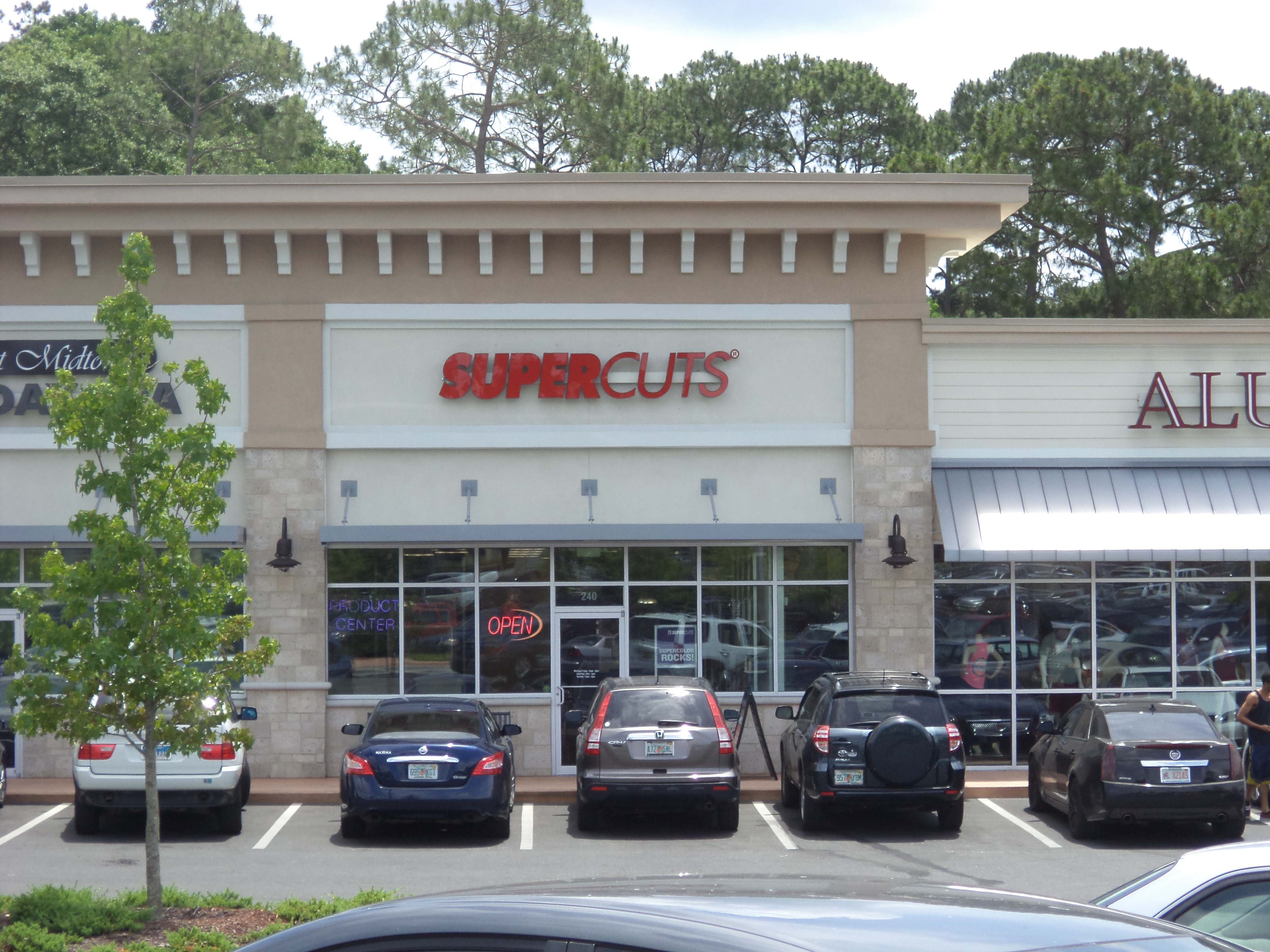
Supercuts à Tallahassee

Au Royaume-Uni, les salons Supercuts sont détenus et exploités par le Bushell Investment Group, un family office (bureau de gestion de patrimoine) privé basé au Royaume-Uni et spécialisé dans l'investissement dans les petites et moyennes entreprises, dans le cadre d'un contrat de franchise avec Regis Corporation,.
Il existe des magasins distincts en Australie.

## Source
- (en) Cet article est partiellement ou en totalité issu de l’article de Wikipédia en anglais intitulé « Supercuts » (voir la liste des auteurs).